# Gehöckerte Buntschrecke
Die Gehöckerte Buntschrecke (Poecilimon ampliatus) ist eine Langfühlerschrecke aus der Unterfamilie der Sichelschrecken innerhalb der Familie der Laubheuschrecken.

## Merkmale
Die Gehöckerte Buntschrecke ist kräftig gebaut. Ihr Thorax ist weniger sattelförmig als bei den anderen Poecilimon-Arten, auch ist er nicht so weit nach hinten verlängert. Die Fühler sind etwas länger als der Körper, die Beine tragen an den Unterschenkeln Stacheln. Die Flügel sind beim Männchen winzig, beim Weibchen werden sie vom Thorax verdeckt. In der Farbgebung ähnelt sie der Zierlichen- und der Kleinen Buntschrecke. Wie bei diesen ist die Grundfarbe hellgrün. Der Rand der Halsschildseiten ist weiß bis hellgelb. Über den hinteren Teil des Thorax ziehen sich drei braune Längsstreifen oder längliche Flecken. Der Körper ist mit kleinen rötlichen Punkten überzogen. Die Flügel sind hellbraun bis olivgrün. Das Männchen ist von den genannten Verwechslungsarten durch einen schwarzen Fleck auf dem vorderen Hinterleib direkt hinter dem Halsschild zu unterscheiden.

## Lebensweise und Verbreitung
Die Gehöckerte Buntschrecke ist vorwiegend auf niedrigen krautigen Pflanzen zu finden. Sie bewohnt stark bewachsene Bergwiesen und teilt ihren Lebensraum häufig mit anderen Arten der Gattung wie z. B. der Südlichen Buntschrecke. Sie kommt von Rumänien über Albanien, Serbien und Montenegro und Bosnien und Herzegowina bis nach Kroatien vor. Die Imagines erscheinen von Juni bis Juli.